# 주오사카 타이베이 경제문화판사처 후쿠오카 분처
주오사카 타이베이 경제문화판사처 후쿠오카 분처(중국어: 臺北駐大阪經濟文化辦事處福岡分處, 일본어: 台北駐大阪経済文化弁事処福岡分処, 영어: Fukuoka Branch, Taipei Economic and Cultural Office in Osaka)는 중화민국이 일본 후쿠오카현 후쿠오카시에 설치한 영사관급 외교 공관이다. 중화인민공화국의 하나의 중국 정책으로 인한 제약 때문에 1972년 9월을 기해 중화민국과 일본 간의 공식적인 외교 관계가 단절됨에 따라 민간 단체의 명의로 실질적인 외교 공관의 역할을 하기 위해 설립되었으며 주오사카 타이베이 경제문화판사처의 분처에 해당한다. 분처의 본부는 후쿠오카현 후쿠오카시 주오구 사쿠라자카 3-12-42에 있다.
중화민국과 일본이 공식적으로 국교가 유지하던 시기인 1970년 7월에 주나카사키 중화민국 영사관(中華民國駐長崎領事館)이 후쿠오카에 이전하여 총영사관으로 승격되었다. 1972년 12월 중화민국과 일본이 국교가 단절해 폐쇄된 주후쿠오카 중화민국 총영사관(中華民國駐福岡總領事館)을 대신해 아동관계협회 오사카 판사처 후쿠오카 분처(亞東關係協會大阪辦事處福岡分處)가 설치되었다. 1992년 5월 15일 아동관계협회(현재의 대만일본관계협회)의 개명에 관해 중화민국과 일본 양국 간의 합의에 의해 1992년 5월 20일 현 명칭인 주오사카 타이베이 경제문화판사처 후쿠오카 분처로 개칭되었다.

## 같이 보기
- 중화민국 외교부
- 일본 주재 외국공관 목록
- 주일 타이베이 경제문화대표처
- 주오사카 타이베이 경제문화판사처